# Jnyborody
 (octobre 2018).
Jnyborody (ukrainien : Жнибороди; polonais : Żnibrody; russe : Жнибороды) est un village de l'ouest de l'Ukraine situé dans le raïon de Buchach (en) de l'Oblast de Ternopil.

## Histoire
Les premières mentions écrites du village remontent au XVe siècle, sous le nom de Niezbrody.
Jnyborody a appartenu au royaume de Pologne, à la république des Deux Nations, à la monarchie de Habsbourg, à l'empire d'Autriche, l'Autriche-Hongrie et à la république populaire d'Ukraine occidentale. Il fait partie de l'Ukraine depuis 1991.

## Galerie

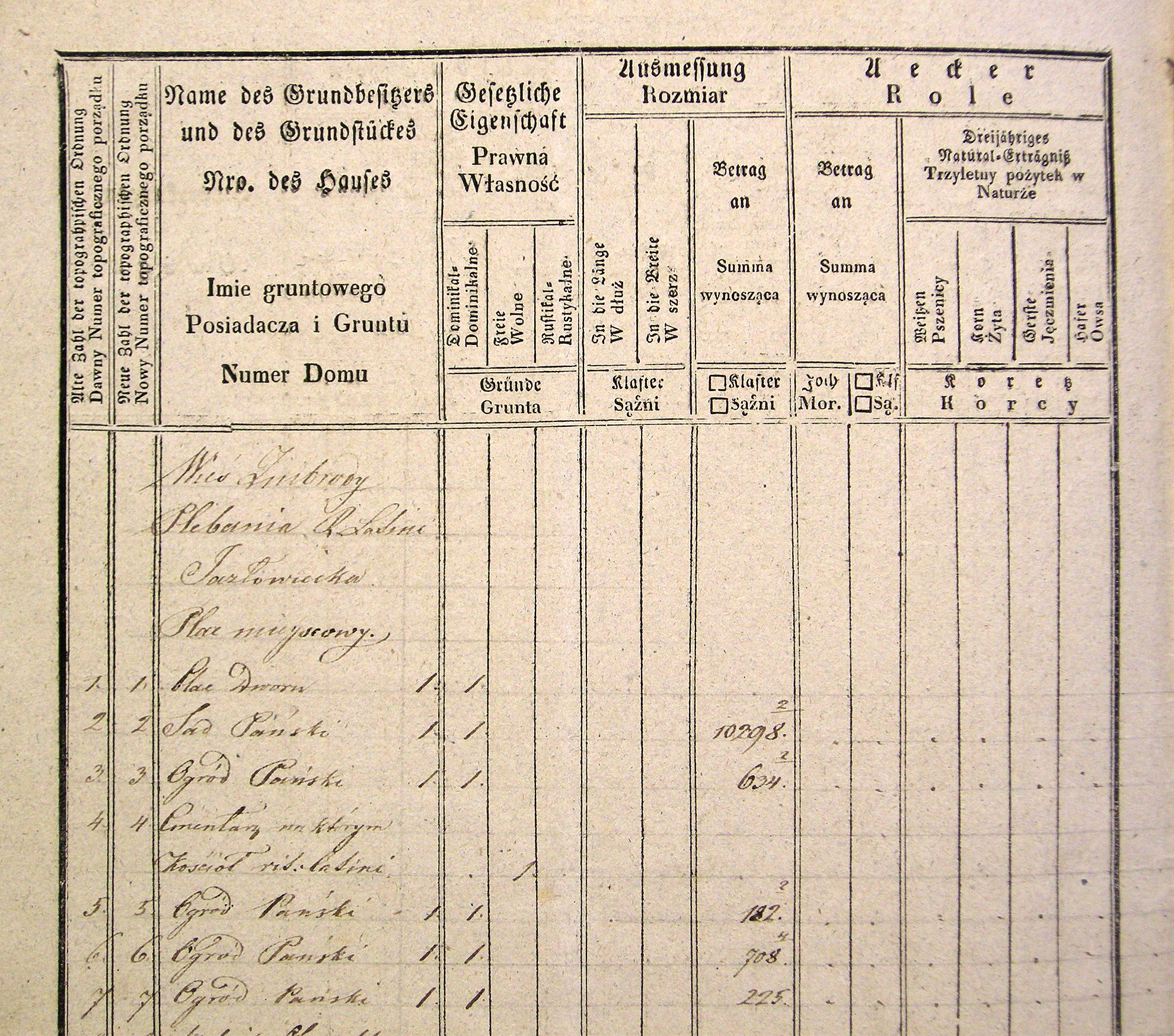
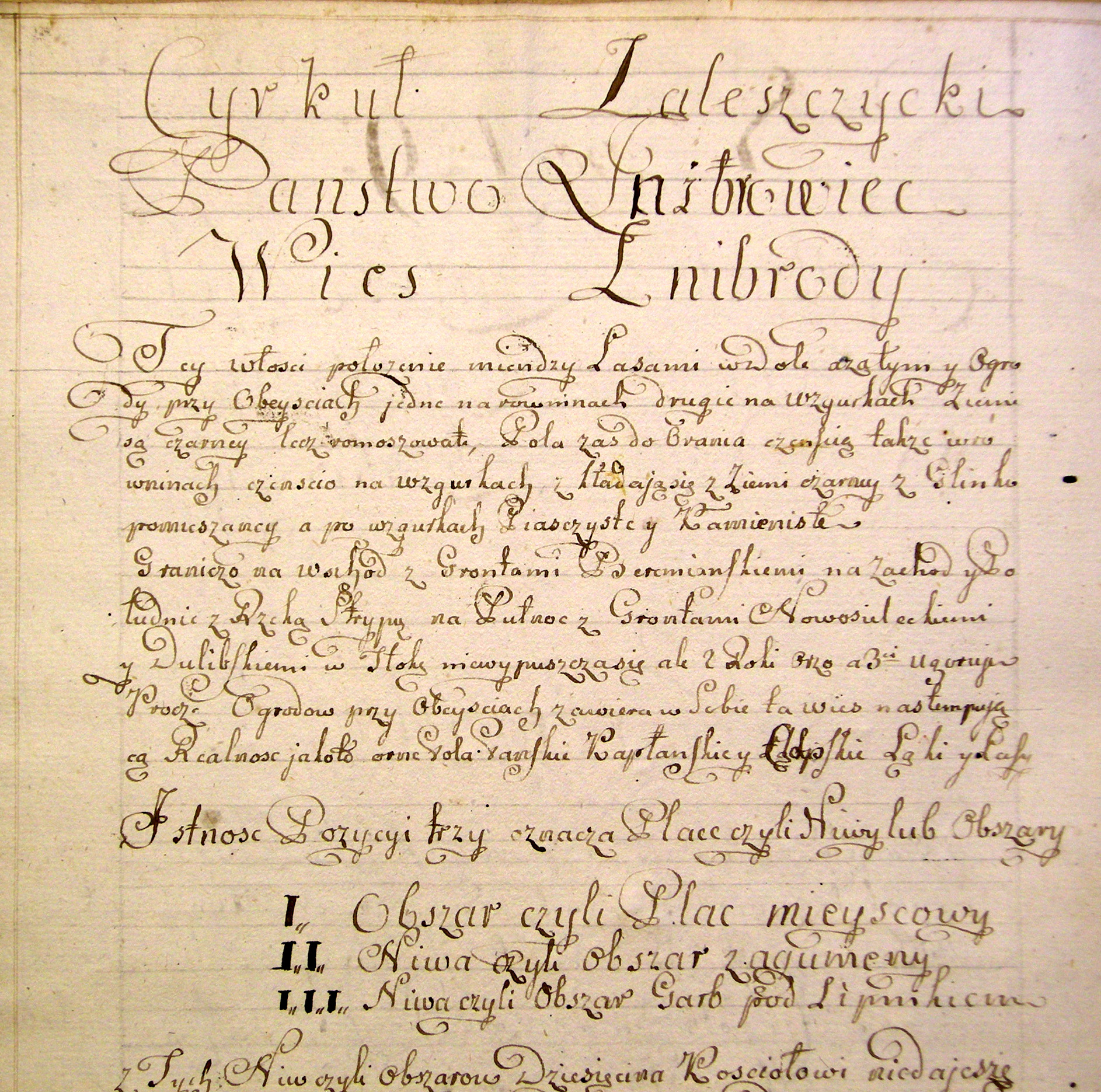
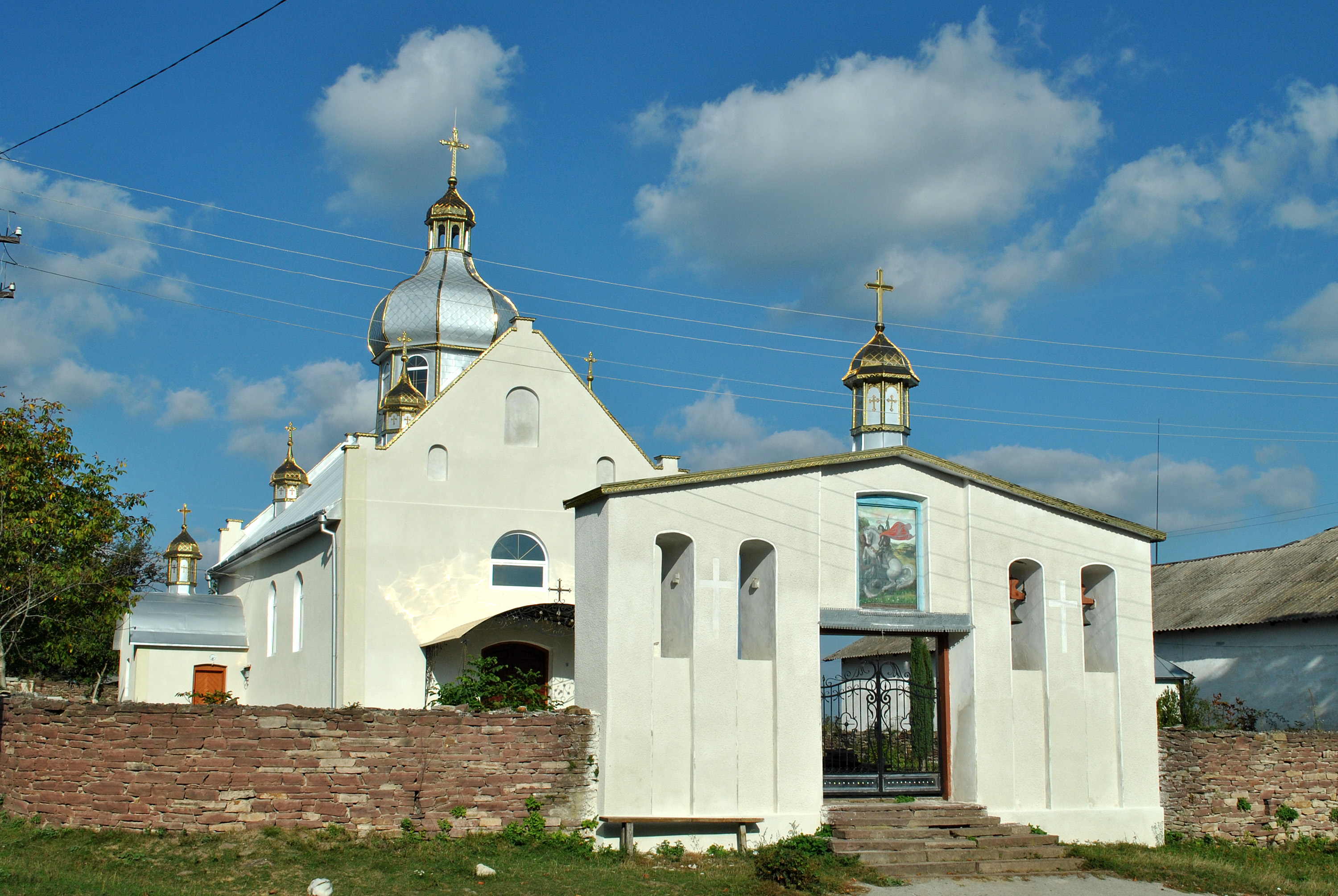
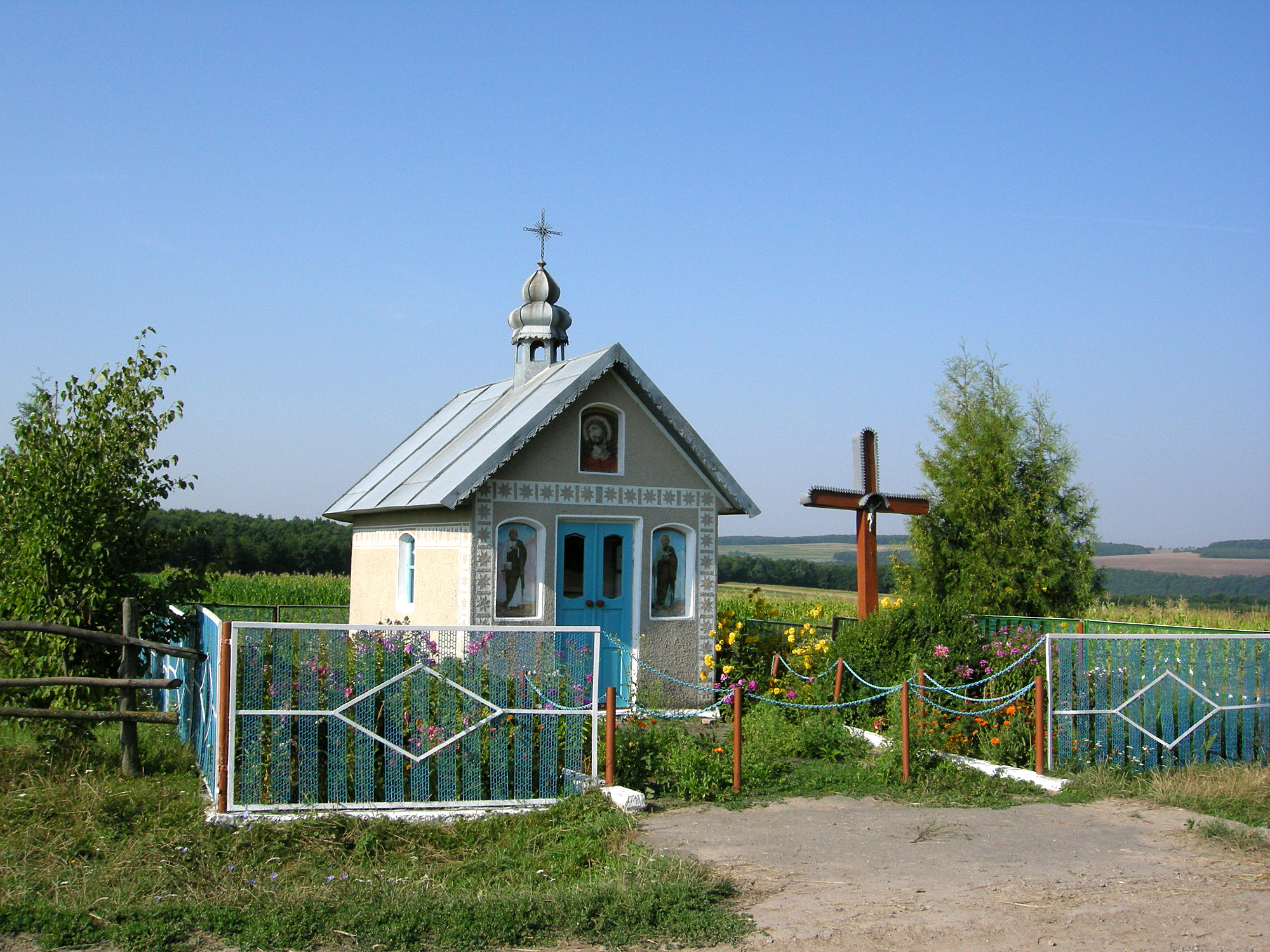
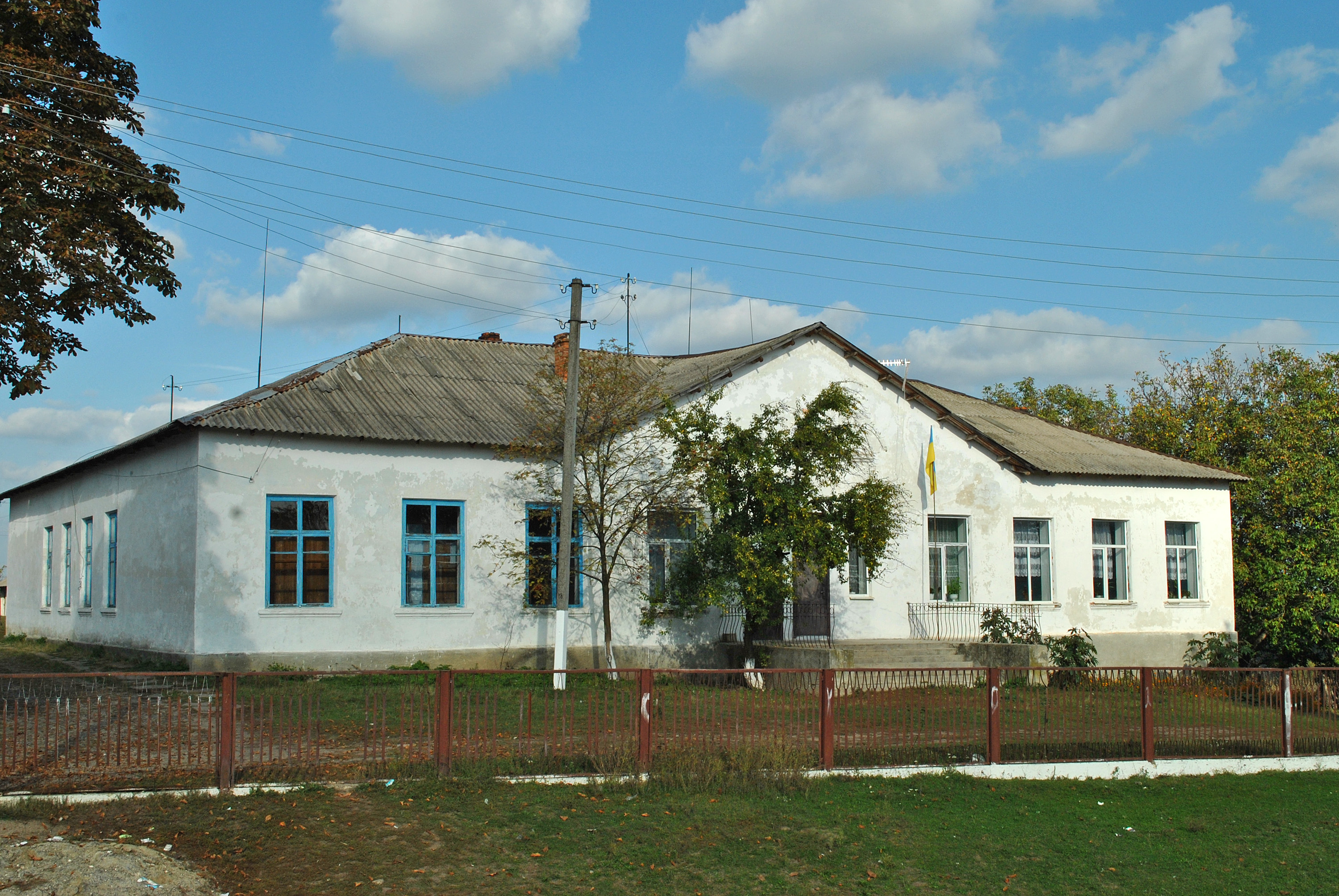
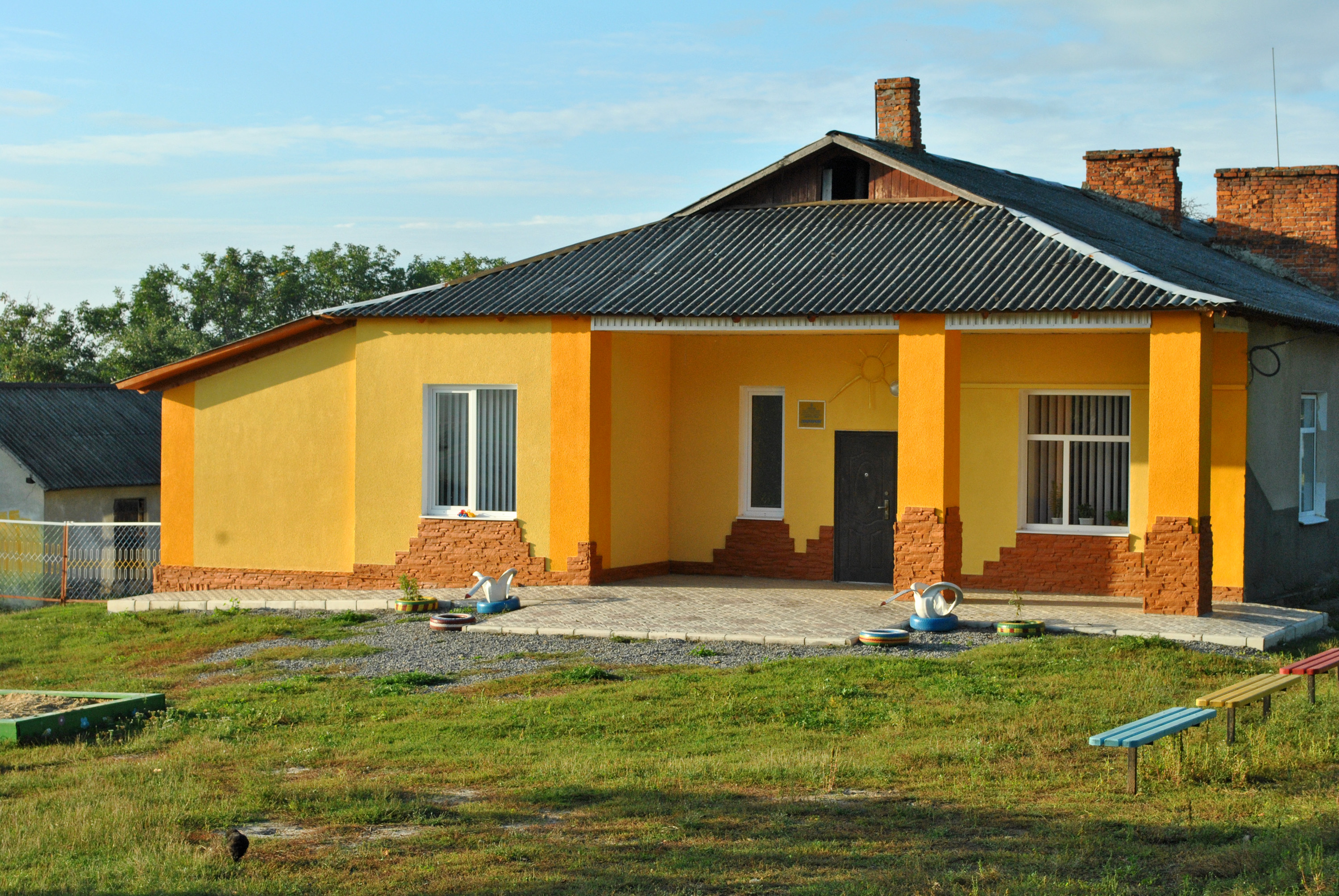
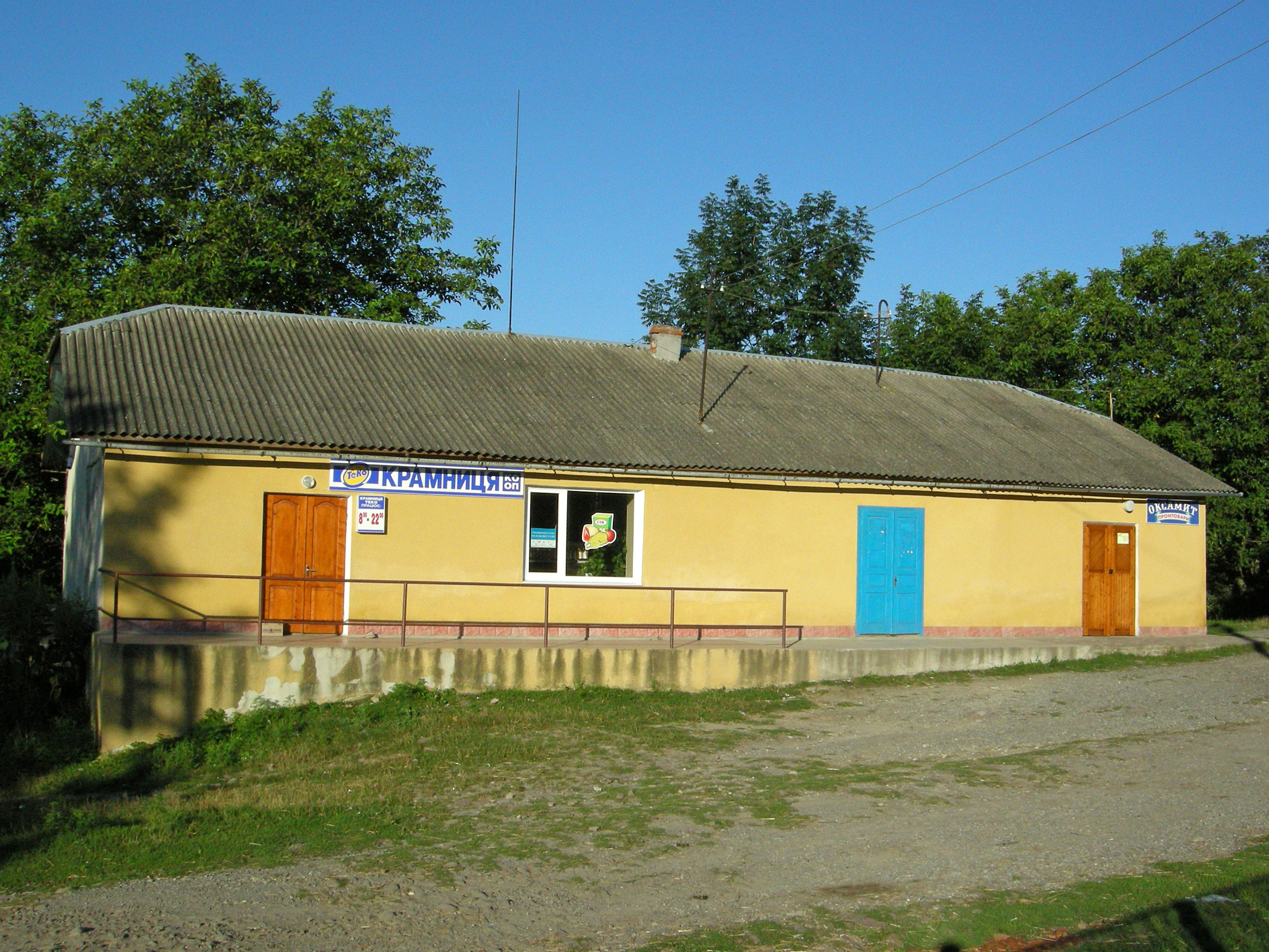
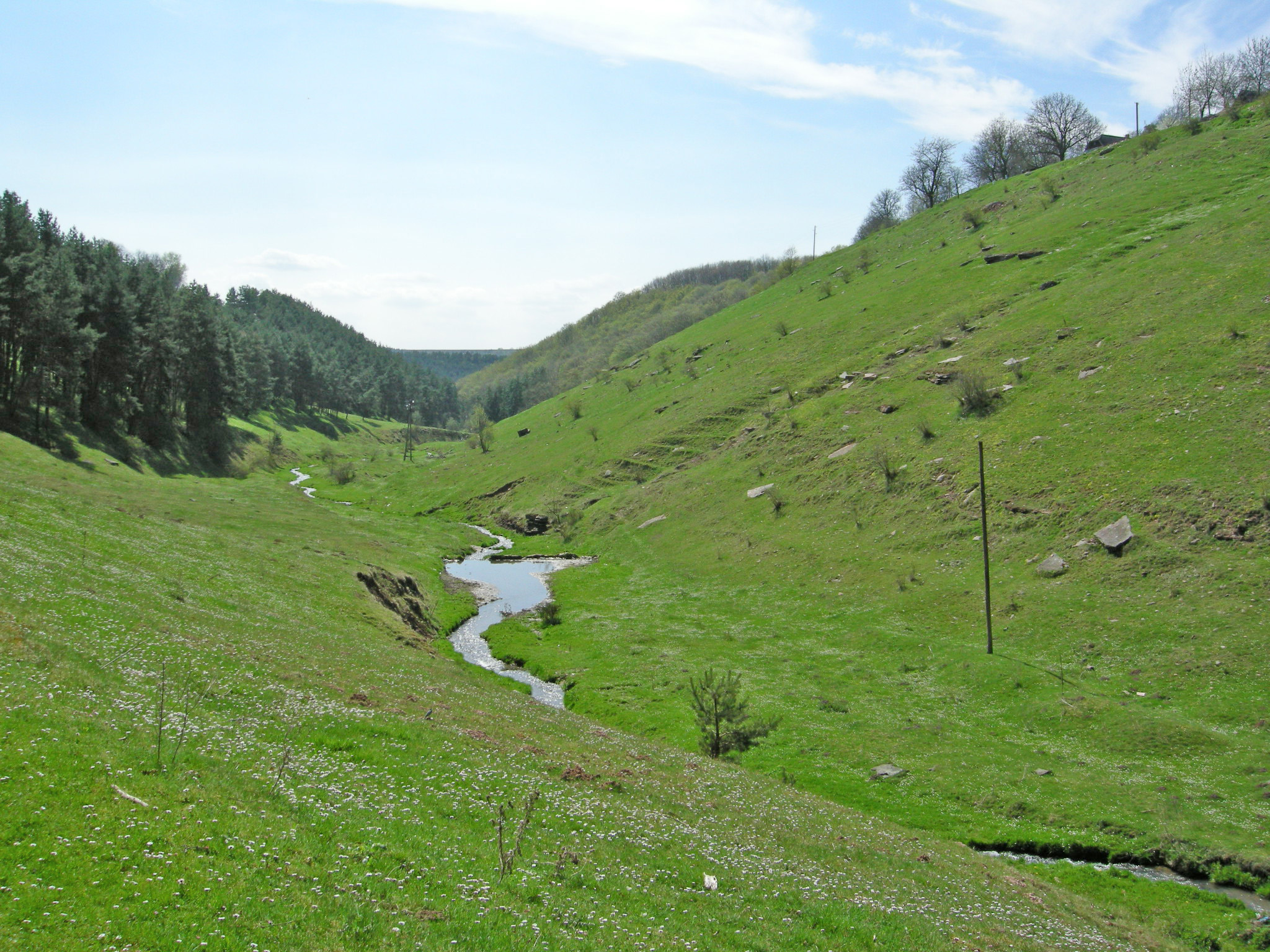
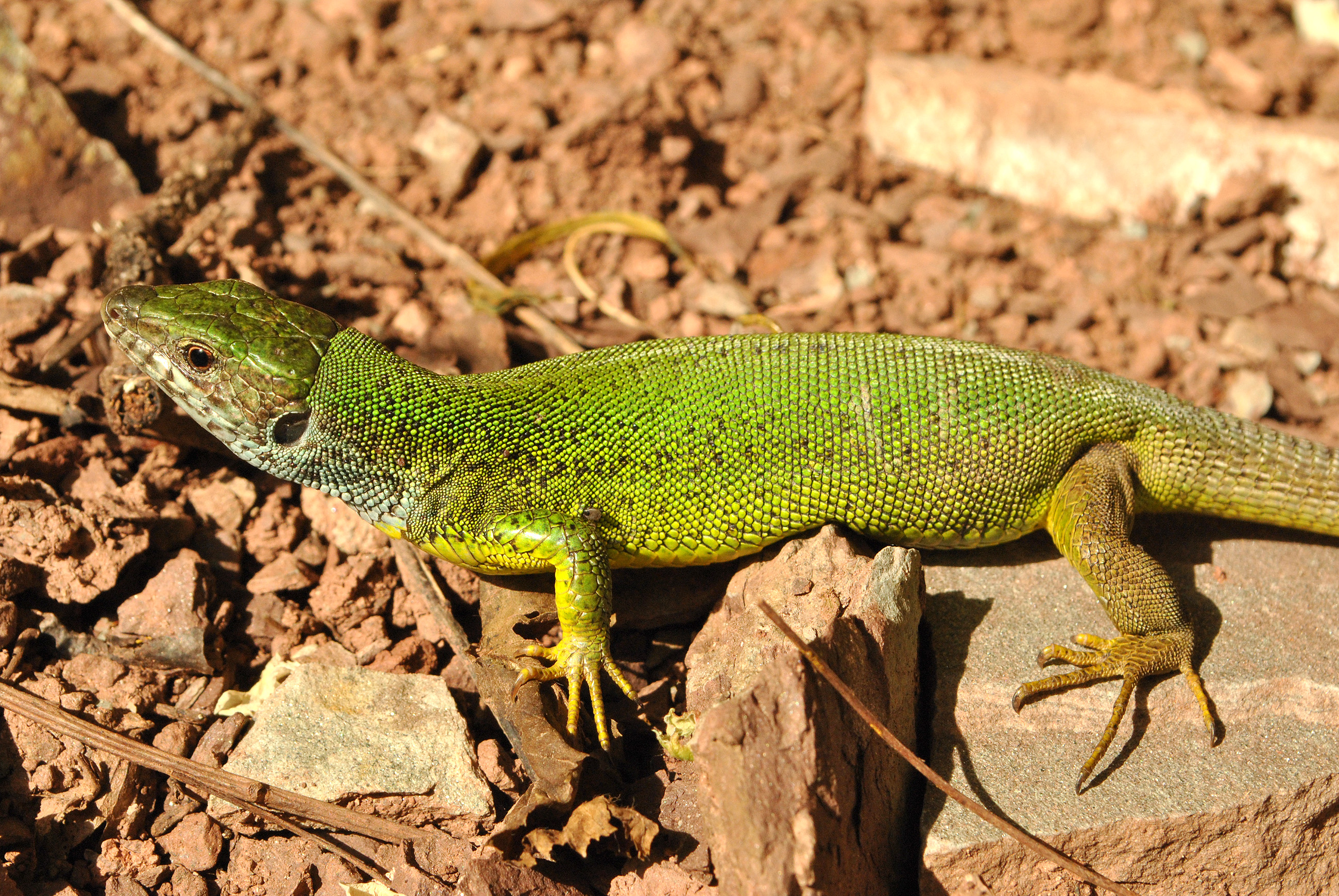
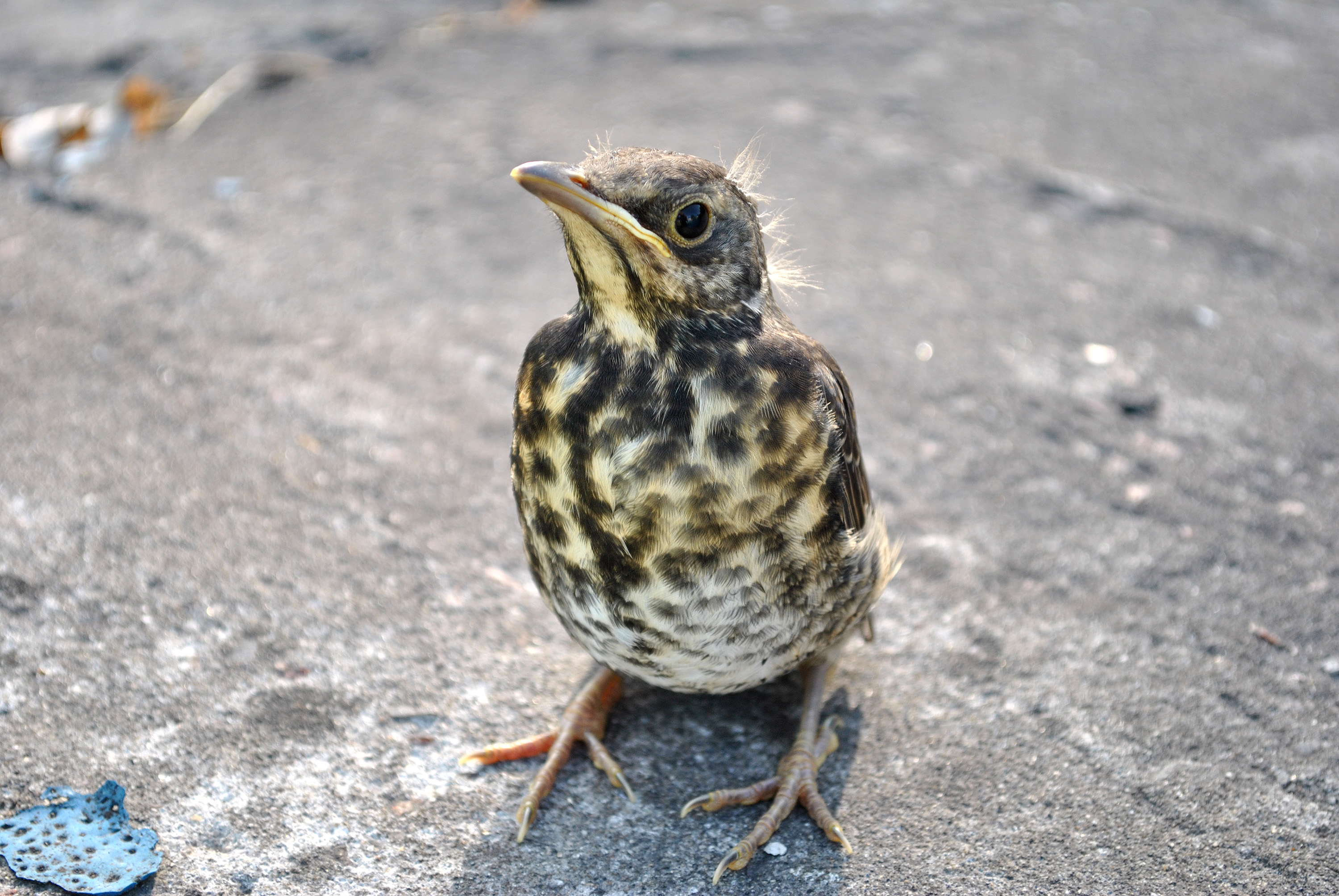
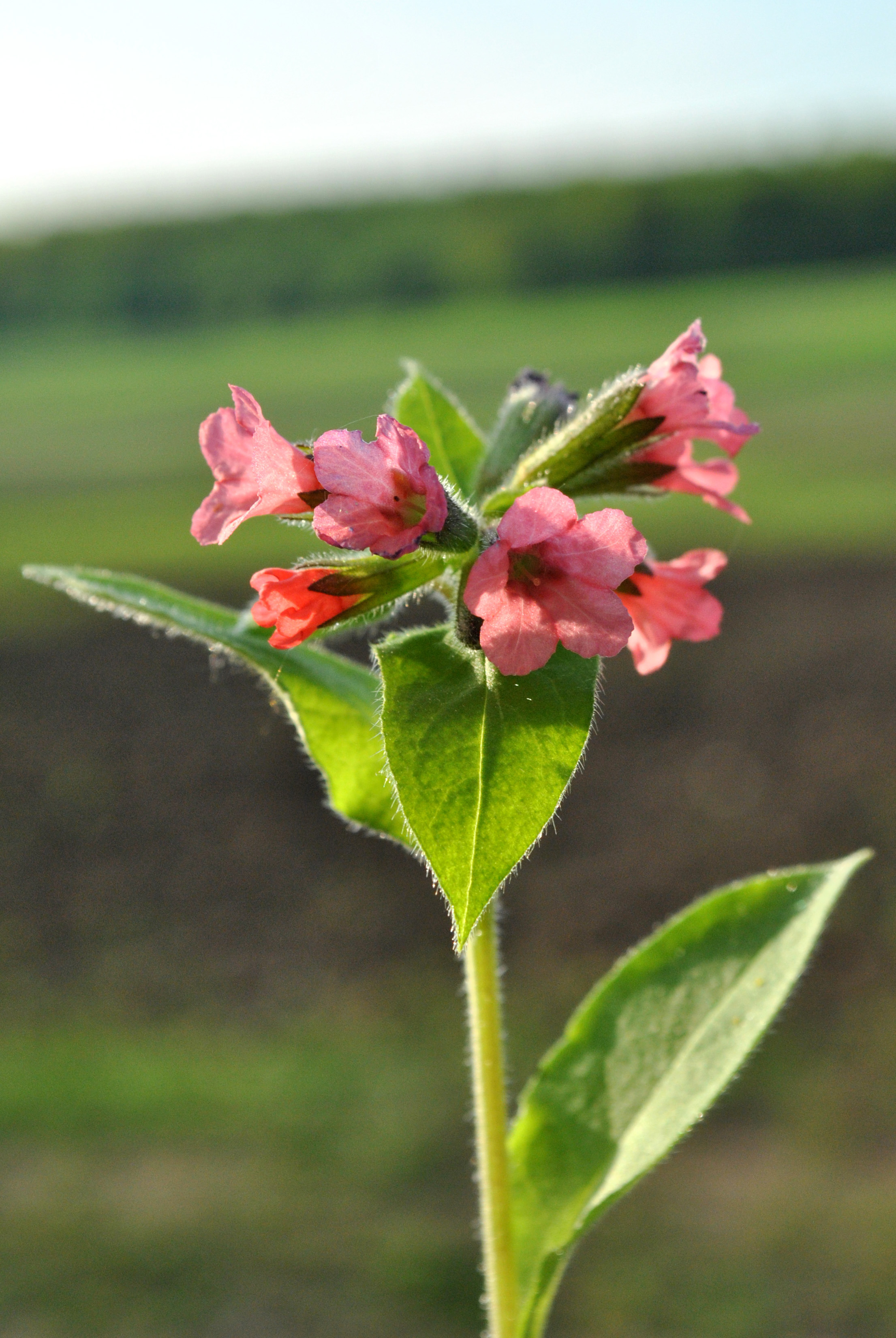